# Can Bonet d'Avall
Can Bonet d'Avall és una masia de Santa Susanna (Maresme) inclosa a l'Inventari del Patrimoni Arquitectònic de Catalunya.

## Descripció
Masia de planta rectangular amb una torre adossada en una cantonada. Consta de planta baixa i un pis amb la teulada a doble vessant amb el carener paral·lel a la façana principal. Totes les obertures són allindades amb l'ampit, la llinda i els brancals de carreus de pedra sense pintar, a diferencia de la resta de murs. Algunes obertures tenen un petit balcó amb poc voladís i barana de ferro.

## Història
La masia pertanyia a un gran mas proper, Can Raters, que originà el nucli de Santa Susanna.
Sobre un carreu de l'entrada hi ha la data d'una possible restauració, el 1807.